# A Cipő és a Lány – Amsterdam
Az Amsterdam a Republic és Rajcs Renáta közös stúdióalbuma 1995-ből. A borítóra A Cipő és a Lány került előadóként, az együttes nevét ugyanis jogi okokból nem írhatták ki (a Republic az EMI-Quint kiadóval állt szerződésben, az albumot viszont a Magneoton jelentette meg).

## Dalok
Valamennyi dal Cipő szerzeménye, kivéve a két német nyelvű, amelyek szövegírója Rajcs Renáta.
1. Nap, Hold, Csillagok
2. Immer Wieder
3. Holdeső, Napsugár
4. Szeretem nagyon az embereket
5. Ez a ház csupa szeretet
6. Gyere közelebb, menekülj el
7. Ez a tűz most ég
8. Mit dir (Veled együtt)
9. Csillagszóró
10. Kék és narancssárga
11. Csak most legyen

## Közreműködtek
- Bódi László „Cipő” – ének (1., 3-5., 7., 10.)
- Rajcs Renáta – ének (2., 5-9., 11.), vokál (3., 10.)
- Tóth Zoltán – Gibson T1 gitár, akusztikus gitár
- Patai Tamás – Fender Stratocaster gitár
- Nagy László Attila – Sonor dobok, ütőhangszerek
- Boros Csaba – Rickenbacker 4001 basszusgitár
- Ulmann Ottó – szintetizátor, dobprogramok

## Videóklip
- Kék és narancssárga

## Toplistás szereplése
Az album 38 héten át szerepelt a Mahasz Top 40-es eladási listáján, legjobb helyezése 8. volt.

## Díjak és jelölések
Arany Zsiráf 1996 – Az év hazai lemezborítója – jelölés